# Erdős Pál Matematikai Tehetséggondozó Iskola
Az Erdős Pál Matematikai Tehetséggondozó Veszprémben és Miskolcon működik. Célja a tudásalapú társadalom kihívásainak megfelelő, az egyének számára releváns képességek kibontakoztatása, a serdülő gyermekek és fiatal felnőttek tehetségforrásának felkutatása, gondozása, az esélyegyenlőség megteremtése.

## Az Erdős Iskola rövid története
A Pannon Egyetem Műszaki Informatikai Kara felismerve azt a tényt, hogy a műszaki és természettudományok iránti érdeklődés csökkenése erősen veszélyezteti a kutatók, a jól képzett mérnökök és magasan képzett oktatók utánpótlását, 2001-ben megalapította az Erdős Pál Matematikai Tehetséggondozó Iskolát, melynek működtetését 2016 szeptembere óta a matematikai tehetséggondozásban elkötelezett Matematikai Tehetségekért (MaTe) Alapítvány végzi, dr. Pintér Ferenc szakmai irányításával. A magas szintű tehetséggondozó munka fővédnöke Dr. Tuza Zsolt, a Pannon Egyetem matematika professzora. A Pannon Egyetem Műszaki Informatikai Kar a szakmai támogatáson túl, a saját honlapján biztosítja az „iskola” adminisztratív működtetését szolgáló online felületet, illetve a veszprémi foglalkozásokhoz szükséges infrastrukturális hátteret .Az Iskola a 2001/2002. tanévben a hétvégi táborokat Fonyódon tartotta. A következő évben a megnövekedett létszám és a jobb megközelíthetőség miatt az iskola Veszprémbe költözött, ahol az egyetem szakmai segítségét is hatékonyabban tudja használni. 
Az évek során a jelentkezők száma jelentősen nőtt, így a 2006/2007. tanévben létrejött egy alföldi központ is Kecskeméten, ami egy év múlva Szolnokra költözött.
Így az Erdős Iskola az országban két helyszínen, Veszprémben és Szolnokon tart a tanévben 5-5 hétvégi tábort. Egy-egy hétvégén hét 90 perces foglalkozás van osztályonként, tehát egy tanévben egy diák az öt hétvégén összesen 35 foglalkozáson vehet részt. 
Az Iskola országos beiskolázású, emellett jönnek diákok a határon túlról, a Felvidékről és Kárpátaljáról is. A program sikerét az is mutatja, hogy együttműködve a Sapientia Erdélyi Magyar Tudományegyetemmel, 2014-ben Erdélyben is elindult az Erdős Iskola tehetséggondozó képzése.
A programban évente 70-80 hazai, zömmel vidéki középiskola 200-250 diákja vesz részt. A tehetséggondozás eredményességét a diákok országos és nemzetközi versenyeken elért kiemelt helyezésein, sikeres egyetemi tanulmányain túl az akkreditált kiváló és nemzetközi tehetségpont cím elnyerése is igazolják.

## Szervezeti felépítés
Az "iskolát" a Matematikai Tehetségekért (MaTe) Alapítvány működteti.

## Felvétel az iskolába
A Tanácsadó Testület által megszabott feltételeket teljesítő 9-12. évfolyamos diákok jelentkezhetnek.

### Az elbírálás szempontjai
- matematika iránti elkötelezettség
- matematikában elért eredmények (megyei és országos versenyek, pontversenyek stb.)
- a tanuló szaktanárának és iskolájának ajánlása

Az a tanuló, aki későbbiekben a Pannon Egyetem Műszaki Informatikai Karán tervezi folytatni a tanulmányait, bekapcsolódhat a szakon folyó elitképzésbe.

## Az iskola programja
- Az iskola tanévenként 4-5 hétvégén (péntek 14 órától vasárnap 12 óráig) szervezi meg a foglalkozásokat.
- Az iskola biztosítja a tanuló számára a szállást és étkezést, az odautazásról a tanulónak kell gondoskodnia.
- A program egy hétvégéjén alkalmanként és csoportonként 14 tanórán, valamint egy tudományos előadáson vehetnek részt a tanulók, szabadidejükben pedig kulturális és sportrendezvényeken.
- Azon diákok, akik legalább négy hétvégén jelen vannak, tanúsítványt kapnak az iskola egy-egy elvégzett évfolyamáról.

## A tehetséggondozás továbbvitelének egy lehetséges modellje
A Pannon Egyetem Műszaki Informatikai Kara elsőként biztosít lehetőséget a tehetséggondozás folytatására az alábbiak szerint:
- Az Erdős Pál Matematikai Tehetséggondozó Iskolát eredményesen teljesítő tanuló írásban pályázhat a speciális képzésre a jelentkezési lap benyújtásával egyidejűleg.
- Az Erdős Pál Matematikai Tehetséggondozó Iskolát eredményesen teljesítő tanuló a Tanácsadó Testület ajánlása alapján a speciális képzésre történő felvételnél előnyben részesül.
- Azoknak a tanulóknak, akik első helyen jelentkeznek az Erdős Pál Matematikai Tehetséggondozó Iskolából a Műszaki Informatikai Kar valamely szakára, az utolsó évben (12. osztály) befizetett költségeit egy összegben a Kar visszatéríti.

## Egyetemista diákok
A tehetséggondozó iskolában végzett diákok közül többen a Pannon Egyetem Műszaki Informatika Karának hallgatói, s azóta aktívan bekapcsolódtak a Kar kutatási, fejlesztési valamint oktatási tevékenységeibe.